# 水源地水錶室
23°29′2.93″N 120°28′12.6″E / 23.4841472°N 120.470167°E
水源地水錶室，位於臺灣嘉義市東區民權路旁，是日治時期大正三年（1914年）3月竣工的嘉義水道設施之一，戰後因為不符時代需求，於民國七十年（1981年）停止使用。於民國九十一年（2002年）8月6日公告為歷史建築。

## 沿革
在臺灣日治時期的明治四十四年（1911年）7月，嘉義水道開始興建，其設施則於大正三年（1914年）3月落成，水錶室即是該工程的一部分，當時稱為「量水器室」。嘉義水道的取水口設在竹崎、番路、觸口三處，之後經由管線送到水源地淨（濾）水池（井），再送到配水池去，而「量水器室」即是用來測量管制給水量之處，提供嘉義地區重要的民生及工業用水的功能，並負責紀錄淨水廠每天的流量記錄。
第二次世界大戰結束後，該建築在民國四十三年（1954年）設置嘉義縣自來水廠時更名為水錶室，之後因為不敷使用而於民國七十年（1981年）停用，過去因道路未拓寬，因此曾被樹木草叢所掩蓋，後來至近年嘉義公園至蘭潭國中間的民權路段拓寬才得以重現。2009年4月則完緊急搶救工程。

## 建築設計

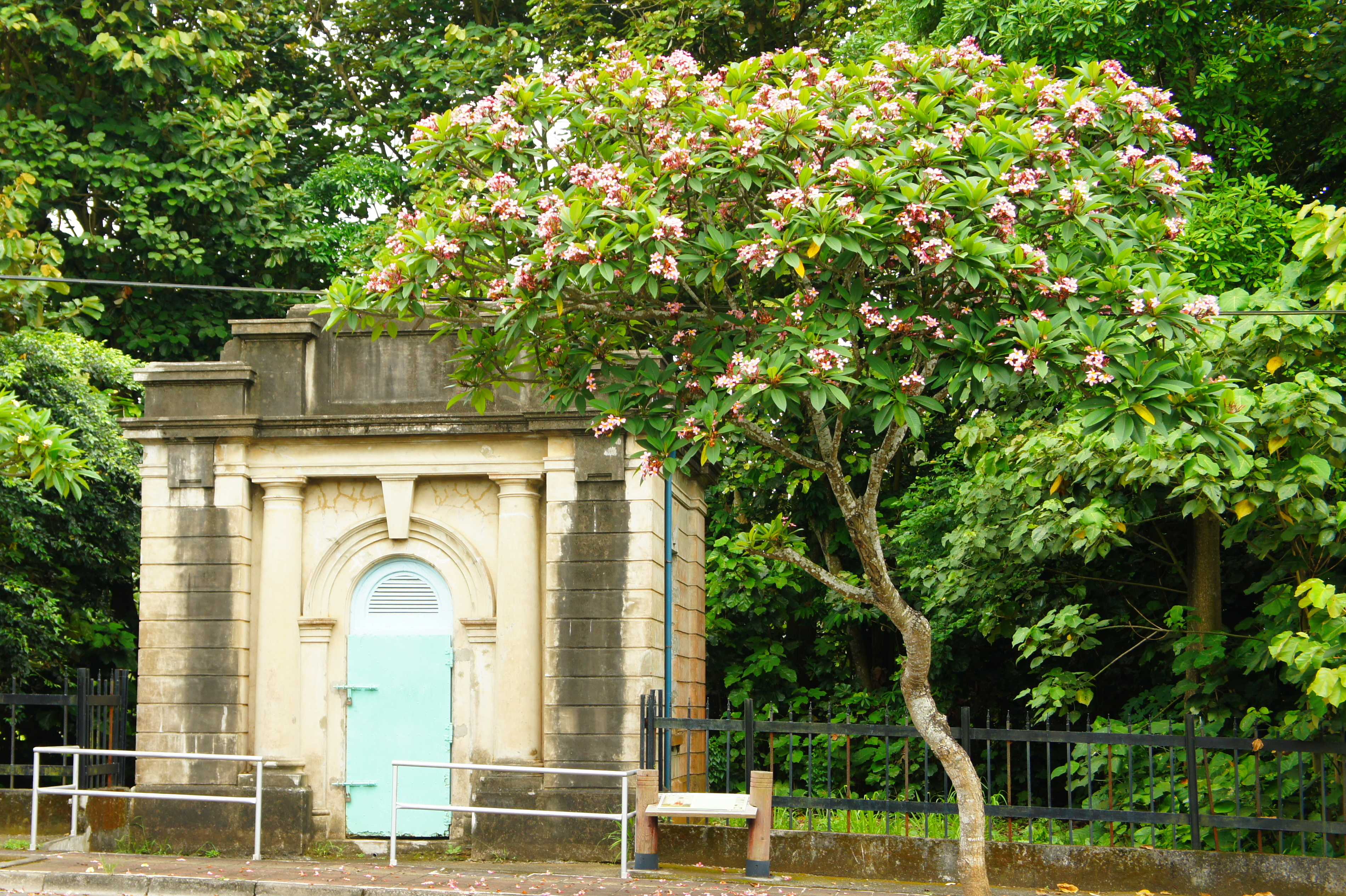
水源地水錶室
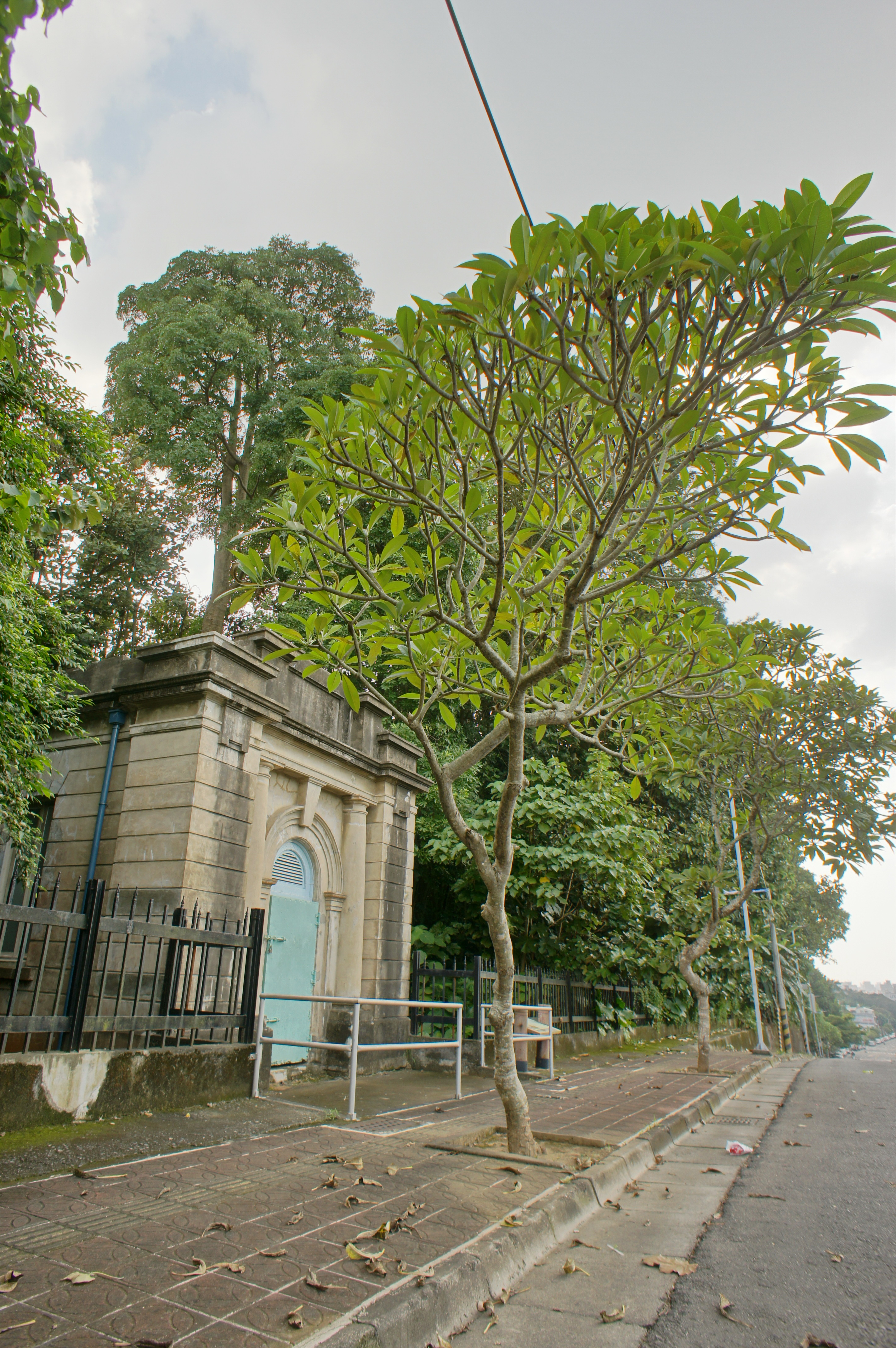
水源地水錶室，右方道路為民權路。
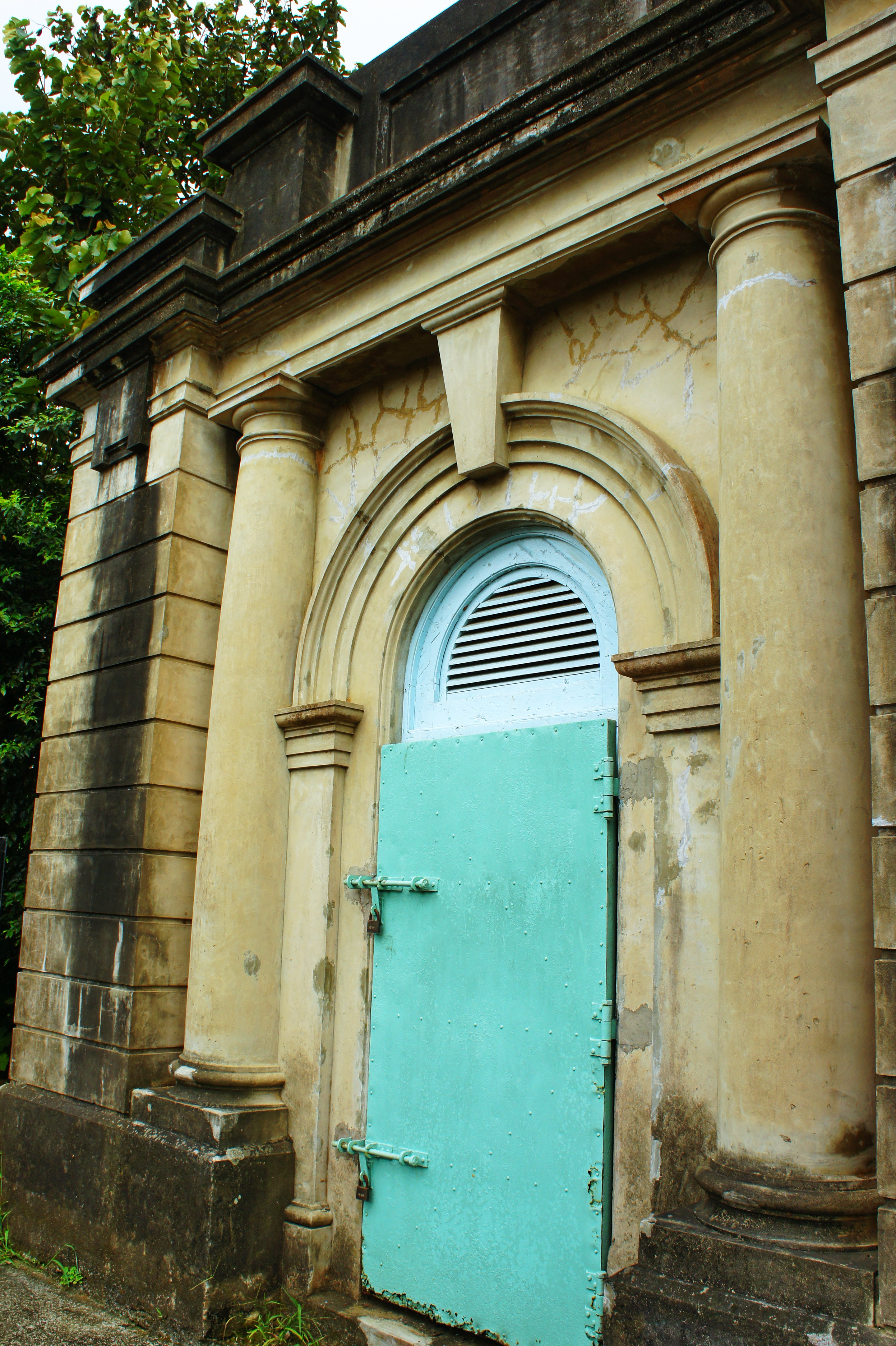
水源地水錶室

水源地水錶室為鋼筋混擬土建築，佔地29平方公尺。其外觀為新古典式建築，外部牆體以臺基、牆身、山牆做三段分割，使用渾厚的柱式配合簡化的山牆。正立面有四根凸柱，大門上方有弧形漸層，與柱頭搭配收邊，仿羅馬式拱圈與拱心石做入口意象。
內部配置有量水器管道與兩座水表設備，目前正面局部牆體留有搶救修復痕跡，北面外牆表面有污損情況，西向窗楣有修改痕跡，目前設有解說牌示，全年免費開放遊客參觀。

## 外部連結
- 水源地水錶室－國家文化資產網
- 水源地水錶室——國家文化記憶庫 （页面存档备份，存于）